# تل السبع

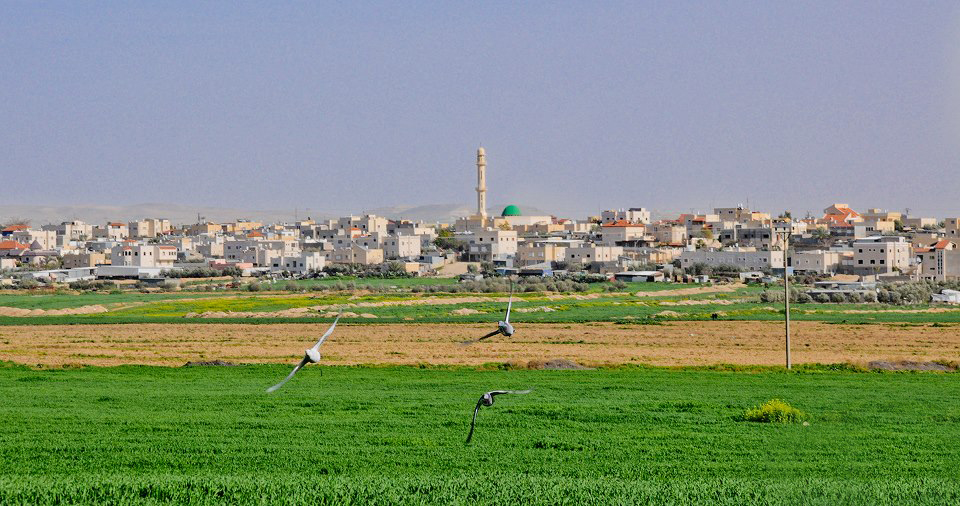
صورة عامة للقرية

تل السبع هي مدينة بدوية في النقب. يبلغ عدد سكانها اليوم حوالي 20 ألف نسمة.جميع سكانها ينتمون للإسلام.وأقيمت بها ثاني مدرسه تعليميه في النقب بعد المدرسة العثمانية التي اقامها العثمانيين في بلدة السبع.
اكتشف في تل السبع اثار مستوطنة بشرية ترجع ل1100 قبل الميلاد واكتشف بئر ماء ضخم تم تصميمة باتقان يؤدي إلى ممرات وغرف وصالات منحوته بالصخر تحت الأرض بشكل فريد ومميز.

## تاريخ القرية
سكن البدو منطقة تل السبع منذ أقدم العصور.وبسبب قربها من مدينة السبع التاريخية فقد كانت معبرا مهما للطريق القادم من مدينة الخليل إلى مدينة السبع وذالك من عهد إبراهيم الخليل وحتى عصرنا الحاضر. وفي عصرنا الحالي اكتشف العديد من الاثار التي ترجع إلى الفترة العمورية وفترة الشاسو والهكسوس التي تؤكد على اهمية تل السبع منذ القدم. فقد اكتشفت مدينة قديمة في موقع تل السبع القديم الذي يسمى أيضا بتل أبو محفوظ وهو يقع على بعد ستة كيلومتر شمالي شرقي مدينة بير شيفاع (بئر السبع) عند ملتقى وادي السبع.
كانت المدينة القديمة التي أُنشئت على التل، والتي يقال أنها هي مدينة قطن بها الهكسوس، مدينة للحكم المحلي وليست بلدة عادية. أي أنها كانت تعتبر مركزاً للحكم، يسكنها القادة والضباط والمسئولون. ويقدَّر عدد هؤلاء بنحو ثلاثمائة إلى خمسمائة شخص. وقد تعاقبت العديد من الممالك على حكم هذه المدينة، ويتبين هذا من الطبقات المتراكمة فيها. كان في المدينة القديمة بعض الهراب (أي الحفر التي تتجمع فيها المياه) بالإضافة إلى بعض الآبار الموجودة خارج سورها. لكن الحاجة للمياه جعلت السكان يفكرون في حل مثير، وهو جمع مياه الأمطار إلى داخل المدينة من خلال قناة تحت الأرض، وتجميع هذه المياه في غرف جوفية. والناظر للتل يرى أنه يقع عند ملتقى وادي الخليل ووادي السبع. وقد تم إنشاء درج من داخل المدينة ينزل في باطن الأرض حتى يصل إلى هذه الغرف، ومن هناك يتم التزود بالمياه.
גونرى هناك الكثير من الشهادات التاريخية التي تري ان منطقة تل السبع كانت عامرة بالسكان في الفترة الإسلامية. فنجد الصحابي عبد الله بن عمرو بن العاص يتخذها منزلا له لفترة زمنية معينة حتى ان المصادر الإسلامية تذكر انه كان له قصر في هذه المنطقة.
كما اننا نجد ان العديد من الرحالة المسلمين قد اختاروا ان يجتازوا من منطقة تل السبع أثناء رحلتهم من السبع إلى غزة إلى الخليل.
في اواخر فترة الدولة العثمانية كانت منطقة تل السبع مسرحا أساسيا لبناء السبع حيث كانت محطة لتزويد العمال ونقطة مهمة في انجاز المشاريع العمرانية في تلك الحقبة.وبسبب الموقع الاستراتيجي لمنطقة تل السبع فانه لعبت المنطقة دورا مهما في الحرب العالمية الأولى وخصوصا عندما حاولت جميع الاطراف المتحاربة ان كانوا بريطانيين أو عثمانيين ان تستميل البدو إلى جانبها. وقد شارك الكثير من بدو منطقة تل السبع في صد الهجمات البريطانية نحو غزة والنقب وكانوا مرشدين للقوات العثمانية بسبب خبرتهم في شعب واودية النقب ومسالكه.
في فترة الانتداب البريطاني نجد ان القوات البريطانية قد تمركزت في منطقة تل السبع واتخذتها مقرا لفترة معينة.
قبل حرب 48 تواجدت في منطقة تل السبع عائلة أبو محفوظ التي اتخذت تل السبع موقعا ومقرا لها حتى سميت باسمها لفترة من الزمن حتى نزوح سكان الموقع في أثناء الحرب.
اما البلدة بشكلها الحالي فقد اقيمت في اواخر ستينات القرن الماضي بهدف توطين البدو الذين عاشوا بالقرب من المكان.

## الوضع الثقافي والتعليمي
تعتبر تل السبع من القرى البدوية الأولى التي اهتمت بالتعليم والثقافة. فمع تأسيسها حرص سكان البلدة على تعليم أولادهم واصروا على اقامة أكثر من مدرسة تعليمية واحدة في البلدة. في تل السبع يوجد اليوم أكثر من خمس مدارس ابتدائية ويوجد ثلاثة مدارس ثانوية. كما انه يحمل اليوم العديد من سكان البلدة العديد من شهادة الدكتوراة في مواضيع متنوعة. ويولي سكان البلدة اهتماما بالمحافظة على التراث البدوي الاصيل.كما انه يوجد في البلدة مكتبة عامة ومركز جماهيري يخدم كل السكان وملعب لكرة القدم التي يهواها العديد من السكان.والأن تعُد قرية تل -السبع من انجح القرى في إسرائيل.

## منظمة اليونسكو وتل السبع
أعلنت منظمة اليونسكو – التابعة لـالأمم المتحدة- أطلال مدينة تل السبع القديمة (تل السبع وتسمى أيضا أبو محفوظ)، التي عثر عليها في حفريات أثرية شمالي شرقي السبع على تل أبو محفوظ بالقرب من المدخل الرئيسي لتل السبع، موقعا للتراث العالمي في 2005.

## الحالة الاقتصادية
في السابق كان يعتمد معظم أهالي تل السبع على تربية المواشي والزراعة، إلا إنه بسبب بعض التغييرات السياسية والاجتماعية التي حدثت، بدأ الناس بالعمل بمجالات اقتصادية مختلفة. نجد الكثير من الأهالي يعمل بالاعمال الحرة وبمجال الخدمات والمرافق.وهناك من العاملين في المصانع وأمكنة ورش العمل في مدن الجنوب.كما اننا نجد العديد من العاملين في مجال التعليم.بشكل عام لا يختلف وضع تل السبع الاقتصادي عن وضع القرى العربية بصورة كبيرة، الا انه هناك حاجة في تشجيع السكان على التعليم الذي هو منبع أساسي للاقتصاد القوي.

## سكان تل السبع
ما يميز تل السبع هي تنوع العائلات فيها من جهة ووحدتهم وتعايشهم مع بعضهم البعض من جهة ثانية.فنجد فيها عائلات، كبيره جدا مثل أبو رقيق أبو عصا وأبو عمرة والاعسم وأبو غانم ونجد العلاوين والرياطي. إلى جانب عدد صغير جدا من العائلات مثل الجلاد، أبو عوض، أبو صعلوك، أبو غليون، النباري، أبو عنزة، الباز. أبو شتيوي، أبو سبيتان، أبو عاذرة، أبو هنية، أبو طه، أبو الشيخ، أبو حمدية، أبو سريحان، أبو جمعه. التي تعيش بحب وتآخي مع العائلات الأخرى في هذه البلدة.
في 22\10\13 ترشح للانتخابات كل من:
طومان أبو رقيق
إبراهيم أبو رقيق
عناد الاعسم
محمد أبو رقيق
نواف أبو عمرة
وانتهت الانتخابات بفوز طمان أبو رقيق ب 2789
بعدد: محمد أبو رقيق1456
نواف أبو عمره1234
عناد الاعسم1487
محمد الاعسم
وتشكل عشيره القديرات النسبة الأكبر من سكان تل السبع فاغلبيه السكان هم من عشيره القديرات، ومن أكبر العائلات في تل السبع عائله أبو عصا والاعسم وأبو عمره وأبو رقيق وأبو غانم
حيث يعتبر سكان تل السبع من أكثر القبائل المحافظة على العادات والتقاليد ويشتهر سكانها باكرام الضيف

## الخلط بين السبع وتل السبع وبئر السبع
- السبع : هي بلدة بدوية تقع بضعة كليوامترات من تل السبع، تحوي اثار رومانية تحت الأرض، اتخذها العثمانيين لتكون عاصمة لقضاء السبع الإداري/النقب الشمالي عام 1900..
- تل السبع : هي بلدة بدوية قديمة اكتشفت بها اثار ترجع إلى القرن 11 قبل الميلاد.
- پار شيڤاع  : هي مدينه إسرائيلية اقيمت على اراضي بلدة السبع البدوية واراضي قبيلة العزازمه، وبقيت تتوسع حتى وصلت بلدة تل السبع، سميت به-ير شيڤاع تيمنًا في الموقع المذكور في الكتب اليهودية، ويطلق على بلدة السبع البدوية اسم (البلدة القديمة) التي لا زالت تحوي مسجد ومعالم عثمانية[17][18]

## انظر يضا
1. السبع
2. فلسطين
3. القدس

## وصلات خارجية
- فلسطين في الذاكرة